# Comté de Phillips (Colorado)
Pour les articles homonymes, voir Comté de Phillips.
Le comté de Phillips est un comté du Colorado. Son chef-lieu est Holyoke. Les autres municipalités du comté sont Haxtun et Paoli.
Le comté est nommé en l'honneur de R.O. Phillips, de la Lincoln Land Company, qui a impulsé la construction de plusieurs villes de la région.

## Démographie
| 1890  | 1900  | 1910  | 1920  | 1930  | 1940  |
| ----- | ----- | ----- | ----- | ----- | ----- |
| 2 642 | 1 583 | 3 179 | 5 499 | 5 797 | 4 948 |

| 1950  | 1960  | 1970  | 1980  | 1990  | 2000  |
| ----- | ----- | ----- | ----- | ----- | ----- |
| 4 924 | 4 440 | 4 131 | 4 542 | 4 189 | 4 480 |

| 2010  | - | - | - | - | - |
| ----- | - | - | - | - | - |
| 4 442 | - | - | - | - | - |